# Абрашевич, Коста
Ко́ста Абра́шевич (серб. Коста Абрашевић, Kosta Abrašević; макед. Коста Абраш, Коста Абрашевиќ; 1879—1898) — сербский поэт. Родоначальник сербской пролетарской литературы. Национальный поэт Македонии.

## Биография
Родился 29 мая 1879 года в г. Охрид в Монастырском вилайете Османской империи (сейчас в Республике Македонии) в семье торговца. Отец был сербом, мать — гречанкой. После трёх лет в греческой школе переехал в Сербию, где продолжил обучение в гимназии г. Шабац. Там в 1894 году он впервые познакомился с социалистическими идеями, а затем основал литературно-политический кружок, который выпускал две рукописные газеты:  литературную «Омиров венац» и сатирическую «Грбоња».
В 1897 году тяжело заболел. Лечение на курорте Баня-Ковиляча не помогло, он вернулся в Шабац, где и умер 20 января 1898 года. Был похоронен на городском кладбище.

## Творчество
Многие стихи Косты были посвящены жизни рабочих и некоторые из них впервые были опубликованы в газетах «Социјалдемократ» (1895) и «Врач» (1896). Изображение тяжёлых условий труда и быта сербского пролетариата — «Радник на раду» (рус. Рабочий трудится, 1893), «Лопов» (рус. Вор, 1896), «У руднику» (рус. В шахте, 1897) и др. — сочетается в них с верой в светлое будущее трудящихся, с призывом к революционной борьбе: «Црвена» (рус. Красная, 1894), «Звижди ветре», (рус. Дуй, ветер, 1897) и др..
Также он переводил стихи немецких поэтов: Генриха Гейне («Кефларска Литија»), Макса Кегеля, Вальтера Хазенклевера, Хофмана фон Фалерслебена и Эрнеста Обенхальда.
Первое издание стихов Косты Абрашевича — «Песме» (рус. Песни) — появилось в 1903 году, спустя 5 лет после его смерти, и было напечатано студентами.
Некоторые из его стихов были переведены на русский, венгерский, албанский и румынский языки, а также положены на музыку.

## Память

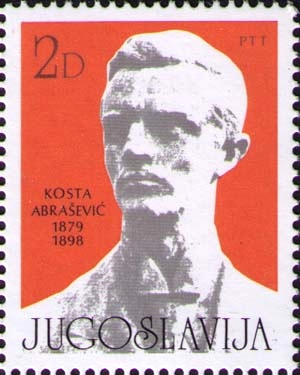
Почтовая марка Югославии (1979)

- На месте, где находился дом семьи Абрашевич в македонском городе Охрид, установлен памятный знак.
- В 1905 году в Белграде был создан культурно-просветительский союз рабочих им. Абрашевича. Также в честь него названы многие творческие коллективы Сербии и Македонии (один из них в сербском городе Панчево[4]).
- В белградском парке Манеж (серб. Manjež) установлен бюст поэта.
- В 1979 году к 100-летию поэта югославская почта выпустила памятную марку[5].